# 9764 Morgenstern
9764 Morgenstern è un asteroide della fascia principale. Scoperto nel 1991, presenta un'orbita caratterizzata da un semiasse maggiore pari a 2,3199467 UA e da un'eccentricità di 0,1880405, inclinata di 7,20217° rispetto all'eclittica.